# Metcalfia mexicana
Metcalfia mexicana är en gräsart som först beskrevs av Frank Lamson Scribner, och fick sitt nu gällande namn av Hans Joachim Conert. Metcalfia mexicana ingår i släktet Metcalfia och familjen gräs. Inga underarter finns listade i Catalogue of Life.